# Nova impendet
Nova impendet, en español Nuevas cuestiones amenazan, es una encíclica de Pío XI en que se refiere a la crisis económica que afecta a muchos obreros en paro, junto con el creciente aumento de gastos militares. En esta situación estimula la ayuda para las familias afectadas, con especial referencia a sus hijos pequeños.

## Contenido
Ya al indicar los destinatarios la encíclica anuncia el tema que va a tratar: "De la durísima crisis económica, del lamentable paro que afecta a muchos obreros y del creciente gasto en medios militares", un tema que queda especialmente centrado en las primeras palabras de la carta: 

Nova impendet in concreditum Nobis gregem iamque premit calamitas, acrius quidem tenuiorem partem angens, quam Nos peculiari caritate complectimur, pueritiam nempe, proletariam plebem, opifices eosque omnes, qui rei familiaris copia non affluunt.
Nuevas cuestiones amenazan – y de hecho, ya en gran medida han dañado- al rebaño que Nos fue confiado; afectan más cruelmente a los más desamparados, a los que nosotros abrazamos con particular caridad: los niños, los proletarios, los artesanos y todos aquellos que no disponen de medios familiares.
Inicio de la encíclica

Describe a continuación en unos trazos la situación que atraviesan la persona en paro y la especial preocupación del papa por los niños pequeños y las dificultades que se recrudecerán con la llegada del invierno. Todo ellos le lleva a hacer una apelación a los que mantienen viva la fe y la caridad, les recuerda las peticiones que en ese mismo sentido hizo su predecesor, Benedicto XV, y les llama a entablar un combate de caridad y socorro contra esa situación.
Se trata -continúa el papa- de seguir el precepto de la caridad que nos predicó Jesucristo como el primer y máximo mandato; y señala que esa caridad apagará las llamas y odio que esa situación de pobreza alimenta con fuerza. Destaca la encíclica que la crisis económica que produce esos males está acompañada de una rivalidad entre los pueblos que les lleva a destinar grandes sumas del presupuesto nacional a gastos militares. Ante esta situación añade el papa:

os exhortamos a todos venerables hermanos a que, con todos los medios a vuestra disposición incluyendo tanto el púlpito como la prensa, ilustréis a la opinión pública en esta materia para que los corazones de los hombres se vuelvan hacia los dictados de la recta razón y hacia las leyes de Cristo.
Encíclica Nova impedet: AAS vol. XIII, p. 396.

La encíclica se refiere a continuación a la confianza que tiene el papa en que su llamada para ayudar a superar la miseria que produce el paro tendrá una generosa respuesta, y da algunos consejos sobre el modo de organizar esa ayuda en las distintas diócesis.
Concluye la encíclica recordando cómo el Señor prometió que lo que se hiciese por sus hermanos más pequeños se apreciaría como hecho a Él mismo, y la principal atención y cariño que mostró por los niños; además, haciendo notar que la encíclica se pueblica en la fiesta de los Santos Ángeles Custodios, se recogen estas palabras de Jesús:

“Cuidado con despreciar a uno de estos pequeños. Pues os digo que sus ángeles en el cielo contemplan continuamente el rostro de mi Padre en el cielo
Mt 18,10, en encíclica Nova impedet: AAS vol. XXIII, p. 397.

Finalmente el papa anuncia que ante la próxima fiesta de Cristo Rey, ha considerado oportuno prepararla con un solemne triduo implorando al Dios de la misericordia, consejos celestiales y regalos de paz; y tras estas palabras envía su bendición apostólica.